# Église Saint-François de Tours
Pour les articles homonymes, voir église Saint-François.
L'église Saint-François de Tours est une église située dans la ville de Tours dans le département d'Indre-et-Loire. 

## Histoire
La tour, accolée à la chapelle de l'hôtel de Beaune-Semblançay, est classée au titre des monuments historiques par décret du 16 mars 1943.